# Хенриета Мария фон Бранденбург-Швет
Хенриета Мария фон Бранденбург-Швет (на немски: Henriette Marie von Brandenburg-Schwedt; * 2 март 1702 в дворец Шведт/Одер или вер. в Берлин; † 7 май 1782 в дворец Кьопеник, Берлин) от династията Хоенцолерн е принцеса от Бранденбург-Швет и чрез женитба наследствена принцеса на херцогство Вюртемберг.
Тя е дъщеря на маркграф Филип Вилхелм фон Бранденбург-Швет (1669 – 1711) и съпругата му принцеса Йохана Шарлота фон Анхалт-Десау (1682 – 1750), дъщеря на княз Йохан Георг II фон Анхалт-Десау и Хенриета Катарина фон Насау-Орания, княжеска абатиса на манастир Херфорд.
Хенриета Мария фон Бранденбург-Швет умира на 89 години в дворец Кьопеник, където живее като вдовица от 1749 до 1782 г.

## Фамилия
Хенриета Мария фон Бранденбург-Швет се омъжва на 8 декември 1716 г. в Берлин за наследствения принц Фридрих Лудвиг фон Вюртемберг (* 14 декември 1698; † 23 ноември 1731), единственият син на херцог Еберхард Лудвиг фон Вюртемберг (1676 – 1733) и първата му съпруга Йохана Елизабет фон Баден-Дурлах (1680 – 1757). Той постоянно е болен и умира на 23 ноември 1731 г. на 32 години в Лудвигсбург. Те имат две деца:
- Еберхард Фридрих (1718 – 1719)
- Луиза Фридерика (1722 – 1791), омъжена на 2 март 1746 г. в Шведт за херцог Фридрих II фон Мекленбург-Шверин (1717 – 1785), син на херцог Христиан Лудвиг II фон Мекленбург.

- Хенриета Мария фон Бранденбург-Швет
- Принцеса Луиза Фридерика фон Вюртемберг